# Olga Alekszejevna Zajceva
Olga Alekszejevna Zajceva (oroszul: Ольга Алексеевна Зайцева; Moszkva, 1978. május 16.) orosz sílövő. A magánéletben hivatásos katona, a CSZKA klub tagja. 1988-ban kezdett el síelni, 1994-től pedig a sílövészettel foglalkozik. 1998-ban indult először junior világbajnokságon, az amerikai-kanadai közös rendezésű viadalon egyéniben fel is állhatott a dobogó harmadik fokára. A felnőttek mezőnyében 2002-ben mutatkozott be a világkupában, ugyanebben az évben már beválasztották az orosz Salt Lake City-ben induló olimpiai csapatba, ahol egyéniben indult és a 37. helyen végzett. Felnőtt világbajnokságon 2005-ben, Hochfilzenben nyert először, az orosz váltóval. A 2006-os torinói olimpián, ugyancsak az orosz váltóval aranyérmet nyert. A 2009-es, Dél-Koreában tartott világbajnokságon pedig a tömegrajtos valamint a váltó versenyszámokban diadalmaskodott.

## Eredményei

### Olimpia
| Év   | Világbajnokság | Versenyszám  | Versenyszám   | Versenyszám         | Versenyszám         | Versenyszám | Versenyszám |
| Év   | Világbajnokság | Egyéni 15 km | Sprint 7,5 km | Üldözőverseny 10 km | Tömegrajtos 12,5 km | Váltó 6 km  |             |
| ---- | -------------- | ------------ | ------------- | ------------------- | ------------------- | ----------- | ----------- |
| 2002 | Salt Lake City | 37           | ----          | ----                | ----                | ----        |             |
| 2006 | Torino         | ----         | 9             | 19                  | 15                  | 1           |             |
| 2010 | Vancouver      | 26           | 7             | 7                   | 2                   | 1           |             |

### Világbajnokság
| Év   | Világbajnokság   | Versenyszám  | Versenyszám   | Versenyszám         | Versenyszám         | Versenyszám | Versenyszám         |
| Év   | Világbajnokság   | Egyéni 15 km | Sprint 7,5 km | Üldözőverseny 10 km | Tömegrajtos 12,5 km | Váltó 6 km  | Vegyes váltó 7,5 km |
| ---- | ---------------- | ------------ | ------------- | ------------------- | ------------------- | ----------- | ------------------- |
| 2003 | Hanti-Manszijszk | 32           | ----          | ----                | ----                | ----        | ----                |
| 2004 | Oberhof          | 49           | ----          | ----                | 20                  | ----        | ----                |
| 2005 | Hochfilzen       | ----         | 2             | 3                   | 17                  | 1           | ----                |
| 2005 | Hanti-Manszijszk | ----         | ----          | ----                | ----                | ----        | 2                   |
| 2009 | Phjongcshang     | 14           | 3             | 3                   | 1                   | 1           | ----                |
| 2010 | Hanti-Manszijszk | ----         | ----          | ----                | ----                | ----        | 4                   |

### Világkupa
| Helyezés | 42 | 19 | 10 | 4 | 15 | 6 | 8 |

| 2002/03    | Östersund Sprint Ruhpolding Vegyes váltó Oslo Holmenkollen Váltó Östersund Egyéni                                                                               | Östersund Üldözőverseny | Östersund Váltó                                                                                        |
| 2003/04    | | Kontiolahti Váltó | Hochfilzen Üldözőverseny Fort Kent Sprint                                                              |
| 2004/05    | Beitostolen Váltó Oslo Holmenkollen Sprint Östersund Üldözőverseny Ruhpolding Váltó Cesana San Sicario Váltó Hochfilzen Váltó (VB) Hanti-Manszijszk Tömegrajtos | Oslo Holmenkollen Üldözőverseny Östersund Tömegrajtos Östersund Sprint Oberhof Váltó Hochfilzen Sprint (VB) Hanti-Manszijszk Vegyes váltó (VB) | Pokljuka Üldözőverseny Hochfilzen Üldözőverseny (VB) Hanti-Manszijszk Üldözőverseny                    |
| 2005/06    | Östersund Üldözőverseny Ruhpolding Váltó Torino Váltó (O) | Hochfilzen Egyéni Hochfilzen Váltó | |
| 2006/07    | | | |
| 2007/08    | | | |
| 2008/09    | Phjongcshang Váltó (VB) Phjongcshang Tömegrajtos (VB) Trondheim Sprint                                                                                          | Vancouver Egyéni Trondheim Üldözőverseny | Phjongcshang Sprint (VB) Phjongcshang Üldözőverseny (VB) Vancouver Sprint Vancouver Váltó              |
| 2009/10    | Hochfilzen Váltó Vancouver Váltó (O) | Östersund Váltó Ruhpolding Váltó Vancouver Tömegrajtos (O) Kontiolahti Sprint                                                                  | Hochfilzen Üldözőverseny Hochfilzen Sprint                                                             |
| 2010/11    | Ruhpolding Egyéni Antholz-Anterselva Váltó | | Antholz-Anterselva Sprint Oslo Holmenkollen Tömegrajtos                                                |
| 2011/12    | Hochfilzen Sprint Hochfilzen Üldözőverseny Hochfilzen Vegyes váltó Oberhof Váltó Nové Město na Moravě Sprint                                                    | Hochfilzen Üldözőverseny Oslo Holmenkollen Üldözőverseny                                                                                       | Hochfilzen Sprint Hochfilzen Váltó Oberhof Sprint Antholz-Anterselva Váltó                             |
| Összesítés | Egyéni: 2 Sprint: 5 Üldözőverseny: 3 Tömegrajtos: 2 Váltó: 12 Vegyes váltó: 2 ------------ Összesen: 26                                                         | Egyéni: 2 Sprint: 3 Üldözőverseny: 5 Tömegrajtos: 2 Váltó: 5 Vegyes váltó: 1 ------------ Összesen: 18                                         | Egyéni: 0 Sprint: 7 Üldözőverseny: 6 Tömegrajtos: 1 Váltó: 4 Vegyes váltó: 0 ------------ Összesen: 18 |

- O - Olimpia és egyben világkupa forduló is.
- VB - Világbajnokság és egyben világkupa forduló is.